# Newark (circonscription britannique)

Newark dans le Nottinghamshire.

La circonscription de Newark  est une circonscription électorale anglaise située dans le Nottinghamshire et représentée à la Chambre des communes du Parlement britannique.